# 1982-es Formula–1 német nagydíj
A német nagydíj volt az 1982-es Formula–1 világbajnokság tizenkettedik futama.

## Futam
A Hockenheimringet az előző évi nagydíj óta átépítették, két sikánt alakítottak át még lassúbbá. A versenyt megelőző esős napon Didier Pironi összeütközött Alain Prosttal. A súlyos baleset következményeképpen Pironi lábai olyannyira megsérültek, hogy nem ült többet Formula–1-es versenyautóba. A másnapi versenyen a Pironi által megszerzett első rajtkockát üresen hagyták, mivel hivatalosan nem vonult vissza a futamon való részvételtől. Nelson Piquet vezette a versenyt az Eliseo Salazarral való ütközéséig - amely az egyik új sikánban történt. Piquet a versenye végét jelentő koccanást követően kiugrott autójából és ütlegelni kezdte Salazart. Patrick Tambay nyerte meg a futamot René Arnoux és Keke Rosberg előtt, ez volt az első futamgyőzelme.
| Helyezés | #  | Versenyző          | Csapat/Motor    | Körök | Idő/Kiesés oka     | Rajthely | Pontszám |
| -------- | -- | ------------------ | --------------- | ----- | ------------------ | -------- | -------- |
| 1        | 27 | Patrick Tambay     | Ferrari         | 45    | 1:27:25,178        | 5        | 9        |
| 2        | 16 | René Arnoux        | Renault         | 45    | + 16,379           | 3        | 6        |
| 3        | 6  | Keke Rosberg       | Williams-Ford   | 44    | + 1 kör            | 9        | 4        |
| 4        | 3  | Michele Alboreto   | Tyrrell-Ford    | 44    | + 1 kör            | 7        | 3        |
| 5        | 23 | Bruno Giacomelli   | Alfa Romeo      | 44    | + 1 kör            | 11       | 2        |
| 6        | 29 | Marc Surer         | Arrows-Ford     | 44    | + 1 kör            | 26       | 1        |
| 7        | 4  | Brian Henton       | Tyrrell-Ford    | 44    | + 1 kör            | 17       |          |
| 8        | 14 | Roberto Guerrero   | Ensign-Ford     | 44    | + 1 kör            | 21       |          |
| 9        | 12 | Nigel Mansell      | Lotus-Ford      | 43    | + 2 kör            | 18       |          |
| 10       | 35 | Derek Warwick      | Toleman-Hart    | 43    | + 2 kör            | 14       |          |
| 11       | 20 | Chico Serra        | Fittipaldi-Ford | 43    | + 2 kör            | 25       |          |
| Kiesett  | 7  | John Watson        | McLaren-Ford    | 36    | Kicsúszás          | 10       |          |
| Kiesett  | 26 | Jacques Laffite    | Ligier-Matra    | 36    | Meghajtás          | 15       |          |
| Kiesett  | 5  | Derek Daly         | Williams-Ford   | 25    | Motorhiba          | 19       |          |
| Kiesett  | 18 | Raul Boesel        | March-Ford      | 22    | Gumi               | 24       |          |
| Kiesett  | 11 | Elio de Angelis    | Lotus-Ford      | 21    | Meghajtás          | 13       |          |
| Kiesett  | 1  | Nelson Piquet      | Brabham-BMW     | 18    | Ütközés            | 4        |          |
| Kiesett  | 10 | Eliseo Salazar     | ATS-Ford        | 17    | Ütközés            | 22       |          |
| Kiesett  | 15 | Alain Prost        | Renault         | 14    | Gyújtás            | 2        |          |
| Kiesett  | 2  | Riccardo Patrese   | Brabham-BMW     | 13    | Motorhiba          | 6        |          |
| Kiesett  | 22 | Andrea de Cesaris  | Alfa Romeo      | 9     | Váltó              | 8        |          |
| Kiesett  | 25 | Eddie Cheever      | Ligier-Matra    | 8     | Üzemanyagrendszer  | 12       |          |
| Kiesett  | 30 | Mauro Baldi        | Arrows-Ford     | 6     | Üzemanyagrendszer  | 23       |          |
| Kiesett  | 31 | Jean-Pierre Jarier | Osella-Ford     | 3     | Kormány            | 20       |          |
| Kiesett  | 9  | Manfred Winkelhock | ATS-Ford        | 3     | Kuplung            | 16       |          |
| NI       | 28 | Didier Pironi      | Ferrari         | 0     | Gyakorlási baleset | 1        |          |
| NK       | 33 | Tommy Byrne        | Theodore-Ford   |       |                    |          |          |
| NK       | 17 | Rupert Keegan      | March-Ford      |       |                    |          |          |
| NK       | 36 | Teo Fabi           | Toleman-Hart    |       |                    |          |          |

## A világbajnokság élmezőnyének állása a verseny után
| H  | Versenyzők       | Pont | H  | Konstruktőrök | Pont |
| -- | ---------------- | ---- | -- | ------------- | ---- |
| 1. | Didier Pironi    | 39   | 1. | Ferrari       | 58   |
| 2. | John Watson      | 30   | 2. | McLaren-Ford  | 54   |
| 3. | Keke Rosberg     | 27   | 3. | Renault       | 44   |
| 4. | Alain Prost      | 25   | 4. | Williams-Ford | 40   |
| 5. | Niki Lauda       | 24   | 5. | Brabham-Ford  | 36   |
| 6. | Riccardo Patrese | 19   | 6. | Lotus-Ford    | 20   |

## Statisztikák
Vezető helyen:
- René Arnoux: 1 (1)
- Nelson Piquet: 17 (2-18)
- Patrick Tambay: 27 (19-45)

Patrick Tambay 1. győzelme, Didier Pironi 4. pole-pozíciója, Nelson Piquet 4. leggyorsabb köre.
- Ferrari 84. győzelme.